# Macugonalia rufonigra
Macugonalia rufonigra är en insektsart som beskrevs av Taschenberg 1884. Macugonalia rufonigra ingår i släktet Macugonalia och familjen dvärgstritar. Inga underarter finns listade i Catalogue of Life.